# Az élőhalottak éjszakája (film, 1990)
Az élőhalottak éjszakája (eredeti cím: Night of the Living Dead) 1990-ben bemutatott amerikai horrorfilm, melyet George A. Romero forgatókönyvéből Tom Savini rendezett. Az azonos című, Romero által írt és rendezett 1968-as fekete-fehér horrorfilm feldolgozása, története szinte teljesen megegyezik elődjével (a befejezést kivéve). A főbb szerepekben Tony Todd, Patricia Tallman és Tom Towles látható.

## Cselekmény
A film két testvér Johnny és Barbara veszekedésével kezdődik miközben kocsival anyjuk sírjához tartanak. Johnny szerint anyjuk direkt temettette magát ilyen messzire a várostól, hogy nekik kellemetlenséget okozzon. Mikor a temetőbe érnek Barbarát megtámadja egy zombi, Johnny segíteni akar neki de a dulakodás közben beveri a fejét egy sírkőbe és meghal.
Barbara épp hogy el tud menekülni az egyre szaporodó zombik elől. Egy házhoz érkezik, de itt is zombikkal találkozik. Szerencséjére akkor érkezik Ben a kocsijával aki elüti az egyik zombit, majd ketten bemenekülnek a házba. Ben elmondja hogy azt hallotta hogy ezek szököttek a Hennesseeből, vagy valami vegyi anyag által elváltoztatott emberek. De Ő szerinte ezek élő halottak, és csak akkor halnak meg ha az agyukat elpusztítják vagy elégetik őket. Eközben a házban zombik bukkannak fel, akiket elpusztítanak. Ben a ház körül lévő zombikat is elpusztítja, majd visszamegy mert a zombikat vonzza az élő szervezet, és egyre több zombi tűnik fel a ház körül. A ház pincéjéből előbújik az addig ott rejtőző Tom, Judy Rose, és Mr Cooper. Később kiderül hogy a pincében van még Mr. Cooper felesége, és a lánya Helen aki csak fekszik, mert megsérült egy zombi támadásától.
Ben szerint be kell szegezni az ablakokat hogy ne jöjjenek be a zombik. Ez a terv megosztja a társaságot, míg Ben, Barbara, Tom és Judy Rose sietve szegezi be az ablakokat amivel csak tudják, addig Mr. Cooper bezárkózik a pincébe és nem hajlandó nekik segíteni, és a feleségének sem engedi mert szerinte csak a pince biztonságos. Egyre több zombi jelenik meg és próbál betörni a házba, akiknek sikerül betörni azoknak a talált fegyverekkel szétlövik a fejét.
Tomék kieszelnek egy tervet, ha Ben kocsijába tudnának elég benzint szerezni, akkor eljutnának a városig. Tom halott nagybátyjáé a ház, és Tom szerint van neki egy benzintöltő állomása. Ezért Judy Rose, Tom és Ben kitör a házból és Ben kocsijával elhajtanak a benzintöltő állomás felé. De judy Rose olyan gyorsan hajt hogy Ben leesik a platóról, s hiába szól neki Tom hogy forduljon vissza de a lány annyira fél hogy nem hallja. Mikor a kúthoz érnek rájönnek hogy rossz kulcsot hoztak el, ezért Tom a puskájával lövi le a benzinkút lakatját, de az felrobban és mindketten meghalnak. Mire Ben gyalog odaér már csak a felrobbant benzinkutat és felrobbantott kocsiját látja.
Visszafut a házba ahol Mr. Cooper próbálja elvenni Barbara puskáját és dulakodás tör ki közöttük. Ekkor az eddig fekvő Helen aki mostanra átváltozott zombivá megöli édesanyját. A pincéből feljön és Barbarát is meg akarja harapni de Barbara rálő, Mr. Cooper védi a lányát és Barbarára lő. Ben segít Barbarának és lövöldözés tör ki, Ben súlyosan megsérül de Helent sikerül elpusztítaniuk. Mr. Cooper felmenekül a padlásra és elzárkózik, addig Barbara leküldi Bent a pincébe míg Ő maga elrohan segítségért.
Barbara találkozik egy csapat helyi farmerral akik fegyverekkel felszerelve lövöldözik le a zombikat, majd elviszik a táborukba ahol még több fegyveres van. A táborban kupacokban állnak a zombik tetemei akiket elégetnek. Míg az élő zombikat a felkötik a fákra és agyag galamblövészet
játszanak velük, vagy karámba zárják őket és hergelik őket. Barbarát megbotránkoztatja a viselkedésük. A farmerekkel visszamennek a házhoz ahol lelövik a zombikat, mikor kinyitják a pincét
Ben előjön de már átváltozott zombivá ezért az egyik farmer lelövi. Mr. Cooper előbújik a padlásról és megörül Barbarának, de az érzés nem kölcsönös és az esti sérelmek miatt Barbara lelövi Mr. Coopert.

## Szereplők
| Szereplő       | Színész          | Magyar hang          |
| -------------- | ---------------- | -------------------- |
| Ben            | Tony Todd        | Szabó Sipos Barnabás |
| Barbara        | Patricia Tallman | Timkó Eszter         |
| Harry Cooper   | Tom Towles       | Fülöp Zsigmond       |
| Helen Cooper   | McKee Anderson   | Pálos Zsuzsa         |
| Tom            | William Butler   | Lux Ádám             |
| Judy Rose      | Katie Finneran   | Zsigmond Tamara      |
| Johnnie        | Bill Moseley     | Németh Gábor         |
| Sarah Cooper   | Heather Mazur    |                      |
| Hondo          | David W. Butler  |                      |
| Bulldog        | Zachary Mott     |                      |
| Gyászoló       | Pat Reese        |                      |
| Újságíró       | William Cameron  |                      |
| Rege nagybácsi | Pat Logan        |                      |